# Ів Бонфуа
Ів Бонфуа (фр. Yves Bonnefoy, 24 червня 1923, Тур — 1 липня 2016, Париж) — французький поет, прозаїк, есеїст, перекладач.

## Біографія
Батьки — вихідці з селянської сім'ї. Закінчив підготовче відділення університету в м. Пуатьє за спеціальністю «загальна математика». У 1943 році переїхав до Парижа, був близький до сюрреалістів (Андре Бретон, В. Браунер, Р. Юбак та ін.), але в 1947 році відходить від сюрреалізму. Читав філософську літературу, відвідував лекції з філософії в Сорбонні, готував диплом про Бодлера і К'єркегора, займався історією і теорією мистецтва.
У 1953 році в серії, яку у видавництві «Меркюр де Франс» заснувала Адрієнн Моньє, Бонфуа видав першу книгу віршів «Про рух і нерухомості Дуви», що принесла йому популярність і визнання.
Бонфуа створив оригінальний поетичний світ, центр якого, як і в його прозі, в численних есе про поезію та живопис, — проблема «присутності», або «наявності», у протиборстві з «образом». Бонфуа належать монографії про Ф. Гойю, Джакомо Леопарді, Шарля Бодлера, Артюра Рембо, Жана Міро, Андре Джакометті, Е. Чільїде, переклади з Вільяма Шекспіра, Франческо Петрарки, Джона Кітса, В. Б. Єйтса, Й. Сеферіса, П. Целана, Д. Леопарді, Ц. Норвіда. Після 1960 року він викладає в різних університетах Франції, Швейцарії, США.
У 1967 — 1972 роках видавав разом з друзями, серед яких — Пауль Целан, Жак Дюпен, Андре дю Буше та інші поети, журнал «Ефемери».
У 1981 році обраний професором Колеж де Франс, де очолював кафедру порівняльної поетики (до 1993). Під його редакцією вийшов «Словник міфологій і релігій традиційних суспільств та стародавнього світу» (1981, 2 тт.; перевид. 1999).

## Визнання
Бонфуа — лауреат премії критики (1971), премії Монтеня (1978), Великої поетичної премії Французької Академії (1981), Великої премії Співтовариства французьких письменників (1987), Гонкурівської премії за поезію (1987), Великої національної поетичної премії (1993), міжнародної премії Чіно дель Дука (1995), Премії Бальцана (1995), премії Грінцане Кавур (1997), премії Джакомо Леопарді (2000), премії Франца Кафки (2007), премії Хорста Бінек (2007) та ін.

## Твори
- Du mouvement et de l'immobilité de Douve (1953)
- Peintures murales de la France gothique (1954)
- Hier régnant désert (1958)
- L'Improbable (1959)
- La Seconde Simplicité (1961)
- Anti-Platon (1962)
- Miró (1964)
- Pierre écrite (1965)
- Un Rêve fait à Mantoue (1967)
- La Poésie française et le principe d'identité (1967)
- Rome 1630: L'horizon du premier baroque (1970)
- L'Arrière-pays (1972)
- Dans le Leurre du seuil (1975)
- L'Ordalie (1975)
- Terre seconde (1976)
- Rue Traversière (1977)
- Le Nuage rouge (1977)
- Entretiens sur la poésie (1981)
- La Présence et l'image (1983)
- La Poésie et l'université (1984)
- Ce qui fut sans lumière (1987)
- Récits en rêve (1987)
- Là où retombe la flèche (1988)
- Sur un Sculpteur et des peintres (1989)
- Eduardo Chillida (1990)
- Giacometti (1991)
- Début et fin de la neige (1991)
- L'Arrière-pays (1992)
- Remarques sur le dessin (1993)
- Une vie errante (1993)
- La vérite de parole (1995)
- Dessin, couleur, lumière (1995)
- L'encore aveugle (1997)
- Lieux et destins de l'image: un cours de poétique au Collège de France, 1981—1993 (1999)
- La communauté des traducteurs (2000)
- Baudelaire: la tentation de l'oubli (2000)
- Le théâtre des enfants (2001)
- Poésie et architecture (2001)
- Les planches courbes (2001)
- L'Enseignement et l'exemple de Leopardi (2001)
- Remarques sur le regard (2002)
- Sous l'horizon du langage (2002)
- Le nom du roi d'Asiné (2003)
- Le Sommeil de personne (2004)
- La stratégie de l’énigme: Piero della Francesca, la flagellation du Christ (2006)
- L'Imaginaire métaphysique (2006)
- Goya, les peintures noires (2006)
- Ce qui alarma Paul Celan (2007)
- La Poésie à voix haute (2007)
- La Longue chaîne de l'ancre (2008)
- Notre besoin de Rimbaud (2009)
- Deux scènes et notes conjointes (2009)
- La Communauté des critiques(2010)
- Pensées d'étoffe ou d'argile (2010)
- Genève, 1993 (2010)
- La Beauté dès le premier jour (2010)
- L'Inachevable, Entretiens sur la poésie, 1990—2010 (2010)
- Le Lieu d'herbes, Galilée (2010)
- Le Siècle où la parole a été victime, Mercure de France, (2010)
- Sous le signe de Baudelaire, Gallimard, (2011)

## Українські переклади
Деякі твори Бонфуа українською переклав Дмитро Чистяк (журнал «Сучасність», 2010, № 6)..